# هتل هونوجی
هتل هونوجی (انگلیسی: Honnōji Hotel) یک فیلم فانتزی کمدی ژاپنی است که در سال ۲۰۱۷ توسط توهو منتشر شد. از بازیگران آن می‌توان به هاروکا آیاسه، شین‌ایچی تسوتسومی، گاکو هامادا، هیرویوکی هیرایاما، ماسااومی کوندو و میوری کازاما اشاره کرد.

## داستان
دختری که درحال بازدید از شهر کیوتو است، متوجه می‌شود که هتلی که قصد اقامت در آن را داشته، پذیرش ندارد. سپس او یک هتل تاریخی و عجیب پیدا می‌کند که در نزدیکی محل حادثه هوننو ساخته شده‌است و اتفاقاً یک اتاق خالی دارد. وقتی سوار آسانسور هتل می‌شود تا به اتاقش برود، او یک تکه آب‌نبات کنپیتو می‌خورد و به‌طور غیرمنتظره‌ای به معبدی همنام در ژاپن دوره سنگوکو (۴۰۰ سال پیش) منتقل می‌شود. علیرغم خطرات حضور نامعلوم او در آنجا، در چندین سفر به دنیای کنونی و گذشته با جنگ سالاری به نام اودا نوبوناگا دوست می‌شود، که یک شخصیت تاریخی با سرنوشتی تراژدی است.

## نقش‌ها
- هاروکا آیاسه در نقش مایوکو کوراموتو
- شین‌ایچی تسوتسومی در نقش اودا نوبوناگا
- گاکو هامادا در نقش موری رانمارو
- ماساهیرو تاکاشیما در نقش آکچی میتسوهیده

## استقبال
این فیلم در آخر هفته افتتاحیه خود با ۱۶۷۰۰۰ ورودی و ۱٫۸ میلیون دلار آمریکا شماره یک در ژاپن بود.